# Боніфацій VII (антипапа)
Боніфацій VII (антипапа) (лат. Bonifacius; ? — 20 липня 985, Рим, Папська держава) — антипапа у 974 та 984—985 роках. Вважається, що за його наказом був убитий папа Бенедикт VI. Утікши в 974 році до Константинополя, ніби-то викрав папську скарбницю. У 984 році повернувся до Рима, змістив та вбив папу Іоанна XIV і захопив папський престол. Після короткого правління Боніфацій VII був убитий.